# Ковбасенко, Юрий Иванович
Ковбасенко Юрий Иванович (*26 октября 1958, Городище, Черкасская область) — украинский филолог, культуролог, методист, профессор кафедры мировой литературы Факультета украинской филологии, культуры и искусства Киевского столичного университета им. Бориса Гринченко, профессор (2011), заслуженный работник образования Украины (2017).

## Биография
Кандидат филологических наук (диссертацию защитил в Киевском государственном университете им. Т. Г. Шевченко 21.06.1988). Учёное звание доцента по кафедре методики языка и литературы Украинского педагогического университета им. М. Н. Драгоманова присвоено 26.05.1994. Учёное звание профессора по кафедре теории, истории и методики преподавания зарубежной литературы Киевского университета имени Бориса Гринченко присвоено 26.05.2011
Автор более 250 научных и научно-методических работ по проблемам филологии и литературного образования, в частности — монографий, учебников и пособий для средней и высшей школы, одобренных Министерством образования и науки, молодежи и спорта Украины. На перспективность методов анализа художественного текста, предложенных Юрием Ковбасенком, обратил внимание глава Тартуской семиотической школы, профессор Юрий Лотман.

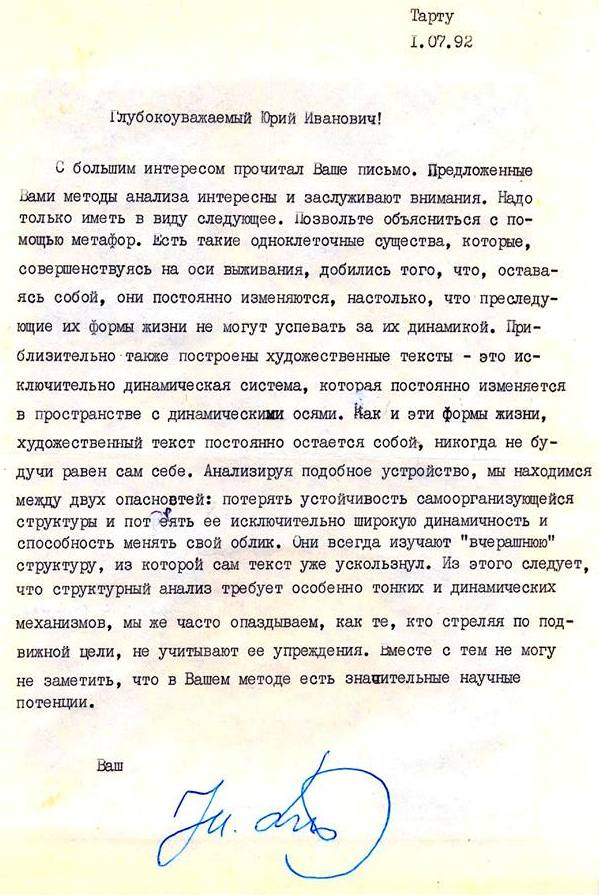
Письмо Юрия Лотмана Ковбасенко Юрию

Юрий Ковбасенко также возглавлял авторские коллективы проекта Государственного стандарта в области литературного образования (1997) и общегосударственных учебных программ по «Зарубежной (мировой) литературы» для средних учебных заведений Украины (1997, 1998, 2003, 2008, 2010, 2011), в том числе тех, которые победили во Всеукраинском конкурсе программ для 5-9-х классов общеобразовательной школы, а также профильных 10-12-х классов (2006, 2009). Эти документы разработаны как органические составляющие нового украинского куррикулума литературного образования.
Он является Президентом Украинской ассоциации преподавателей зарубежной литературы (УАВЗЛ), которая со времени своего основания (июнь 1994) активно сотрудничала с Творческим объединением переводчиков (Дмитрий Чередниченко) Национального Союза писателей Украины (Юрий Мушкетик) по обеспечению новой на то время (введена в 1992—1993 гг.) учебной дисциплины «Зарубежная (мировая) литература» качественными украиноязычными переводами мировой классики. В частности на заказ УАВЗЛ украинском впервые была переведена философская драма П. Кальдерона «Жизнь — это сон» (с испанского Н. Литвинец), роман Кнута Гамсуна «Пан» и повесть «Смерть Гланым» (с норвежского, Г. Кирпа), психологическое эссе Дж. Джойса «Джакомо Джойс» (с английского, А. Мокровольский), разделы романа Г. Филдинга «История Тома Джонса, найди» (с английского, Г. Доценко) и др. Главный редактор журнала «Тема. На помощь учителю зарубежной литературы» (1998—2003). В настоящее время сотрудничество с переводчиками Украины продолжается, налажены контакты с Творческим объединением переводчиков Киевской организации НСП Украины (Всеволод Ткаченко, см. также: http://library.kubg.edu.ua/images/stories/Departaments/biblio/PDF/Kovbacenko_Layout%201.pdf Архивная копия от 8 марта 2016 на Wayback Machine).
Также Юрий Ковбасенко является автором учебников по «Зарубежной литературе» (издательство «Грамота» Архивная копия от 26 сентября 2014 на Wayback Machine), которые стали победителями и лауреатами Всеукраинских конкурсов учебников: 5-8-х классов (2005—2008, в соавторстве с Л. Ковбасенко), 9-х классов (2009) и 10-11-х профильных классов (2010—2011). Эти учебники культурологически ориентированные, в них учтены как украинский опыт учебников, так и производительные зарубежные наработки.
Преподает основной курс «История зарубежной литературы» и спецкурс «Художественная литература сквозь призму неомифологизма» для студентов и магистрантов. Руководит аспирантами, проводит выездные мастер-классы, семинары, тематические и проблемные блиц-курсы с учителями мировой и украинской литературы Украины.
Был инициатором проведения УАВЗЛ Первых всеукраинских конкурса «Учитель зарубежной литературы сельской школы» и осмотра «Методист зарубежной литературы» (Киев, 1997), а также членом (Житомир, 2001; Херсон, 2004), заместителем председателя (Николаев, 2008) и головой (Полтава, 2011) жюри IV (заключительного) этапа Всеукраинского конкурса «Учитель года» в номинации «мировая литература».
Исповедует кредо: «…Нам свое делать».

## Награды
- 1984 — Медаль «В память 1500-летия Киева».
- 1996 — Нагрудный знак «Отличник образования Украины».
- 2008 — Медаль «Петр Могила».
- 2017 — звание «Заслуженный работник образования Украины»[1].

## Научные интересы
- зарубежная и украинская литература;
- методика преподавания зарубежной и украинской литературы;
- компаративные исследования мировой и украинской литературы;
- литературный канон и куррикулум литературного образования.

## Основные статьи и разделы монографий
- Камо грядемо, или Требования времени и перспективные направления развития литературного образования в Украине // Язык и культура. Ежегодный научный журнал. — Вып. II. — Т. 2. — К.: Издательский дом Д.Бураго. — 2000. — С. 429—440
- Джордж Бернард Шоу: «Я влиял на Октябрьскую революцию» // Зарубежная литература в учебных заведениях. — К., 2001. — № 5. — С. 55-64 Архивная копия от 15 марта 2011 на Wayback Machine
- О перспективных направлениях развития литературного образования в Украине и пути повышения её эффективности // Зарубежная литература в учебных заведениях. — К., 2002. — № 1. — С. 2-9
- Художественное и литературное образование школьников: «drang nach Osten», «ветер с Востока» или свой путь? // Литературное и художественное образование школьников: Материалы международной научно-практической конференции. — Санкт-Петербург, 2002. — С. 24-28.
- Литература постмодернизма: По ту сторону всех сторон // Зарубежная литература в учебных заведениях. — К. — 2002. — № 5. — С. 2-12 Архивная копия от 7 сентября 2011 на Wayback Machine
- Искусство анализа и интерпретации художественного текста // Зарубежная литература в учебных заведениях. — К, 2003. — № 6. — С. 2-10.
- Преподавание зарубежной литературы в условиях профильного обучения // Всемирная литература в средних учебных заведениях Украины. — К., 2003. — № 3. — С. 23-27
- Профильное преподавание литературы: «за» и «против» // Украинский язык и литература в средних школах, гимназиях, лицеях и коллегиумах. — К., 2003. — № 4. — С. 18-25
- Архипелаг «Павлин», остров «Дамаскин» // Зарубежная литература в учебных заведениях. — К., 2003. — № 7. — С. 33-49 Архивная копия от 21 августа 2011 на Wayback Machine
- Слово в защиту Слова (социокультурные функции художественной литературы и литературного образования в Украине) // Всемирная литература в средних учебных заведениях Украины. — К., 2004. — № 1. — С. 53-60
- От «программ содержания» (syllabus) «программ результата» (curriculum): О теоретико-методологические основы изучения зарубежной литературы в 12-летней школе // Всемирная литература в средних учебных заведениях Украины. — К., 2005. — № 7. — С. 8-14
- Место и роль предмета «Зарубежная литература» в системе литературного образования в школе и о путях повышения эффективности его преподавания // Всемирная литература в средних учебных заведениях Украины. — К., 2006. — № 11. — С. 6-18
- Изучение биографических сведений о писателе как методическая проблема // Постметодика. — Полтава, 2006. — № 6 (70). — С. 6-17
- Вызовы времени и социокультурные функции литературы и литературного образования в Украине // Украинский язык и литература в средних школах, гимназиях, коллегиумах. — К., 2007. — № 6. — С.56-72.
- Литература постмодернизма: штрихи к портрету // Acta Neophilologica, 2009. — ХИ. — Wydawnictwo Uniwersytetu Warminsko-Mazurskiego w Olsztynie (Польша). — С. 45-69
- «Михаил Драй-Хмара (очерк жизни и творчества)» // История украинской литературы ХХ-нач. XXI вв.: В 3 тт. — Т. 1. — К.: Академия, 2013. — С. 32-45 http://elibrary.kubg.edu.ua/5649/1/Y_Kovbasenko_HUL_20-21_c_21_GI.pdf Архивная копия от 28 августа 2016 на Wayback Machine
- «Евгений Маланюк (очерк жизни и творчества)» // История украинской литературы ХХ-нач. XXI вв.: В 3 тт. — Т. 1. — К.: Академия, 2013. — С. 320—330 http://elibrary.kubg.edu.ua/5667/1/Y_Kovbasenko_HUL_21_GI_Malanyuk.pdf Архивная копия от 28 августа 2016 на Wayback Machine
- Literature of postmodernism: beyond different sides // Зарубежная литература в учебных заведениях. — К. — 2002. — № 5. — С. 2-12 http://elibrary.kubg.edu.ua/14859/1/Y_Kovbasenko_IF_Literature%20of%20postmodernism_beyond%20different%20sides_2016.pdf Архивная копия от 28 августа 2016 на Wayback Machine
- Формирование литературного канона и куррикулума литературного образования: мировой опыт и украинский путь // Всемирная литература в средних учебных заведениях Украины. — 2011. — № 9. — С. 6-12 Архивная копия от 28 августа 2016 на Wayback Machine
- "…"Громкая и правдивая, как Господа слово…"« (творчество Тараса Шевченко и европейский литературный канон) // Русский язык и литература в школах Украины, 2014. — № 5. — С. 15-21.
- 100 дней МОНУ: реформирование или имитация? // Интернет-ресурс Режим доступа: http://education-ua.org/ua/articles/260-100-dniv-monu-reformuvannya-chi-imitatsiya Архивная копия от 3 января 2015 на Wayback Machine
- „Классика vs китч: литературный канон и литературное образование“ // Текст. Язык. Человек. Сборник научных трудов VII Международной научной конференции, посвященной 1150-тот годовщине создания славянской письменности: В 2 ч. — Ч. II. — Мозырь: Изд-во МГПУ им. Ы. Н. Шамякина, 2013. — С. 224—226 http://elibrary.kubg.edu.ua/7109/1/Y_Kovbasenko_Mozir_Klassika_VS_Kith_GI.pdf Архивная копия от 28 августа 2016 на Wayback Machine
- Профанация профилизации образования, или останется МОНУ Министерством Обмана Народа Украины? // Інтернетресурс Режим доступа: http://education-ua.org/ua/articles/287-profanatsiya-profilizatsiji-osviti-abo-chi-zalishitsya-monu-ministerstvom-obmanu-narodu-ukrajini Архивная копия от 30 августа 2014 на Wayback Machine.
- Тарас Шевченко и украинский литературный канон (традиционность и новаторство поэтической саморефлексии) // Родная речь: образовательный журнал Украинского учительского общества в Польше. — Республика Польша, Валч. — № 21/2014. — С. 29-35 http://elibrary.kubg.edu.ua/10678/1/Y_Kovbasenko_RM_2014_21_1_GI.pdf Архивная копия от 28 августа 2016 на Wayback Machine
- „Державців монументи мармурові переживе могутній мій рядок..“ (авторефлексія гениев на пороге Канона) // Studia philologica, 2015. — N 4. — С. 86-91 http://elibrary.kubg.edu.ua/11543/1/Y_Kovbasenko_SP_4_2015_GI.pdf Архивная копия от 28 августа 2016 на Wayback Machine
- „Тарас Шевченко и украинский литературный канон“ // Manuscript: Классическое наследие и современный литературный процесс. — К.: КУБГ, 2015. — С. 5-14 http://elibrary.kubg.edu.ua/7257/1/U_Kovbasenko_GI_manuscript1.pdf Архивная копия от 28 августа 2016 на Wayback Machine
- Селекция литературных произведений для школьных программ как методическая проблема // Всемирная литература в современной школе. — № 6. — 2016. — С. 3-5
- Адам Мицкевич и Виктор Гюго VS Александр Пушкин и Николай I // Вселенная, 2016.— N 9-10. — С. 250—253 Архивная копия от 14 мая 2018 на Wayback Machine.
- Новая парадигма литературного образования в Украине сквозь призму SPOT-анализа (в соавторстве с Фещенко Н., Дьячок С.) Архивная копия от 1 мая 2018 на Wayback Machine.
- Использование античного интертекста в творческой парадигме Лины Костенко: интенции, традиции, новаторство (в соавторстве с Дьячок С. А.) Архивная копия от 26 октября 2017 на Wayback Machine.

## Основные учебники и пособия
- Филологический анализ художественного текста. — Киев: Институт системных исследований образования Украины, 1995. — 48 с[3].
- Зарубежная литература. 5 класс: Учебник для общеобразовательной школы. — К.: Грамота, 2005. — 295 с. [в соавторстве с Л. Ковбасенко]
- Зарубежная литература. 6 класс: Учебник для общеобразовательной школы. — К.: Грамота, 2006. — 296 с.[в соавторстве с Л. Ковбасенко]
- Зарубежная литература. 7 класс: Учебник для общеобразовательной школы. — К.: Грамота, 2007. — 296 с.[в соавторстве с Л. Ковбасенко]
- Зарубежная литература. 8 класс: Учебник для общеобразовательной школы. — К.: Грамота, 2008. — 384 с.[в соавторстве с Л. Ковбасенко]
- Зарубежная литература. 9 класс: Учебник для общеобразовательной школы. — К.: Грамота, 2009. — 304 с/
- Зарубежная литература: Учебник для профильных 10 классов (уровень стандарта). — К.: Грамота, 2010. — 280с.
- Зарубежная литература: Учебник для профильных 10 классов (академический и профильный уровни). — К.: Грамота, 2010. — 320 с.
- Зарубежная литература: Учебник для профильных 11 классов (уровень стандарта). — К.: Грамота, 2010. — 280с.
- Зарубежная литература: Учебник для профильных 11 классов (академический и профильный уровни). — К.: Грамота, 2011. — 320 с.
- Литература Средневековья: Учебное пособие для студентов. — К.: Киевский ун-тет имени Бориса Гринченко, 2011. — 152 с. (недоступная ссылка)http://elibrary.kubg.edu.ua/6053/1/Y_Kovbasenko_LS_21_GI-Serednyovicca.pdf Архивная копия от 10 сентября 2016 на Wayback Machine
- История украинской литературы ХХ-нач. XXI вв.: В 3 тт. — Т. 1. — К.: Академвидав, 2013. — С. 259—268; С. 320—330
- Античная литература: Учебное пособие. — 3-е изд., доопрац. и доповн. — К.: Издательство „Университет“, 2014. — 256 с. Архивная копия от 10 сентября 2016 на Wayback Machine
- литература: учебник для 8 класса общеобразовательных учебных заведений“. — К.: Літера ЛТД, 2016. — 320 с. (недоступная ссылка)
- Зарубежная литература : учебник для 9 класса общеобразовательных учебных заведений / Ю. И. Ковбасенко, Л. В. Ковбасенко. — Киев : Литера ЛТД, 2017. — 304 с. Архивная копия от 26 октября 2017 на Wayback Machine